# Evangelische Kirche Rosenberg (Baden)

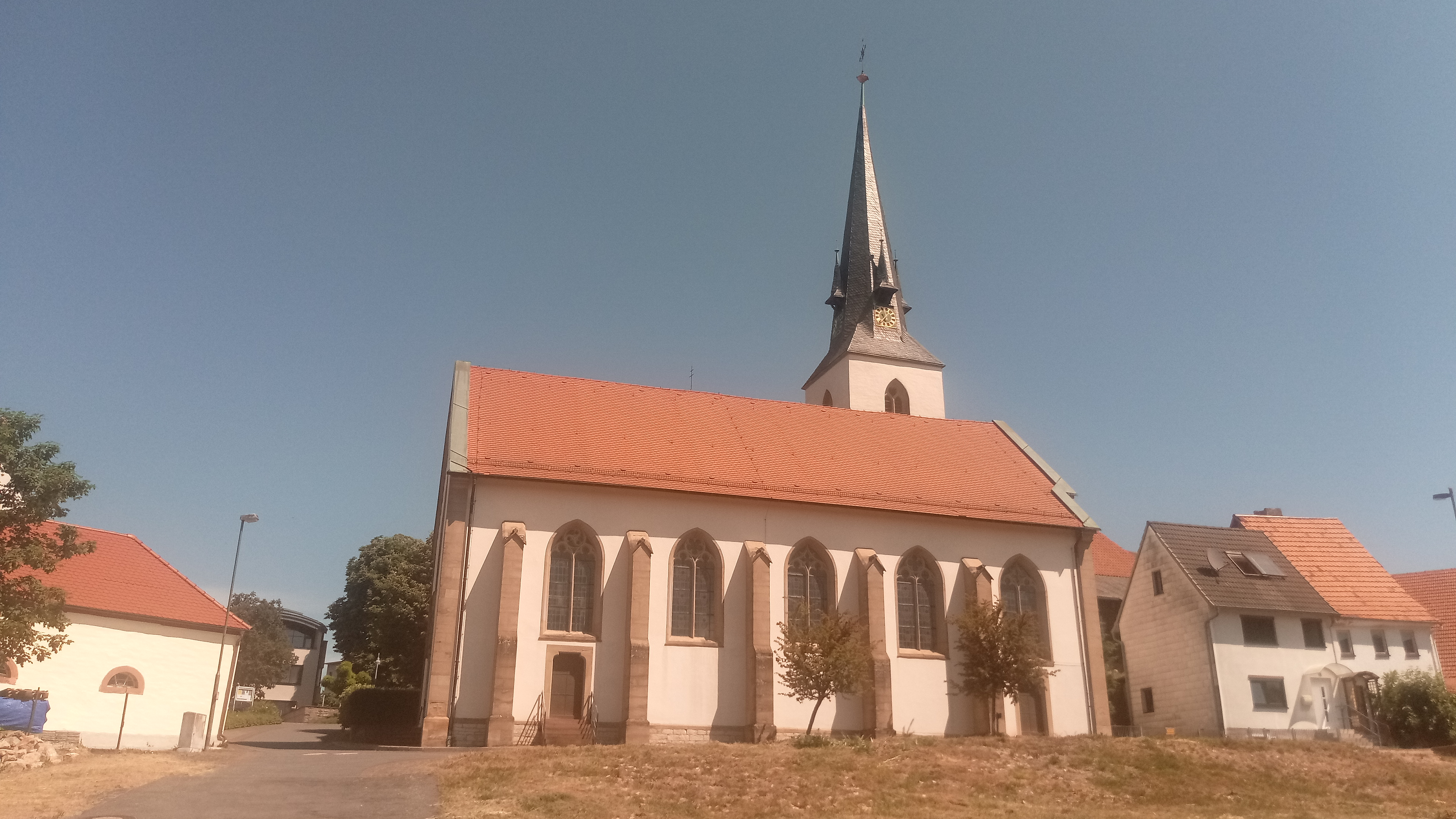
Evangelische Kirche Rosenberg

Die Evangelische Kirche Rosenberg steht in Rosenberg, einer Gemeinde im Neckar-Odenwald-Kreis in Baden-Württemberg. Das Bauwerk ist beim Landesamt für Denkmalpflege Baden-Württemberg als Baudenkmal eingetragen. Die Kirchengemeinde Rosenberg-Sindolsheim gehört zum Kirchenbezirk Adelsheim-Boxberg der Evangelischen Landeskirche in Baden.

## Beschreibung
Die neugotische Saalkirche wurde 1852 anstelle eines Vorgängerbaus gebaut. Sie besteht aus einem von Strebepfeilern gestützten Langhaus von fünf Achsen und einem Kirchturm an der Nordostecke des Langhauses auf quadratischem Grundriss, dessen Erdgeschoss noch romanisch ist. Seine Obergeschosse wurden ihm erst im 15. Jahrhundert aufgesetzt. Das Turmerdgeschoss wurde 1610 mit einem Gewölbe überspannt. Den Knickhelm, über dessen vier Zifferblättern der Turmuhr sich kleine Türmchen erheben, erhielt er 1852.